# Ernesto Piccolo
Ernesto Piccolo (Rio de Janeiro, 21 de junho de 1962) é um diretor de teatro e ator brasileiro. Seu primeiro trabalho na televisão foi na telenovela Jogo da Vida em 1981; posteriormente, estaria em outras produções da Rede Globo como Eu Prometo, Um Sonho a Mais e Hipertensão. Em 1989, foi à Rede Manchete onde participou das telenovelas: Pantanal, Kananga do Japão e A História de Ana Raio e Zé Trovão, além de estrear em sua primeira minissérie em O Fantasma da Ópera.
Sua estreia no cinema foi em Super Xuxa contra Baixo Astral, no fim da década de 1980. No entanto, o personagem Claúdio do filme Como Ser Solteiro, de 1998, foi premiado no Festival de Brasília, na categoria de Melhor Ator. Posteriormente, Ernesto já participou em outras produções na área como Benjamim, Quase Dois Irmãos e Gatão de Meia Idade.

## Carreira
Nascido no Rio de Janeiro em 21 de junho de 1962, iniciou sua carreira na televisão em 1981 na Rede Globo, ao interpretar Eduardo na telenovela Jogo da Vida e, dois anos mais tarde, deu sua vida ao personagem Serrinha em Eu Prometo. Em 1985, foi o Barrão de Um Sonho a Mais e, logo em seguida, o Beto de Hipertensão. Seu primeiro trabalho no cinema viria em 1988, quando se encarnou no Pássaro Toc no filme Super Xuxa contra Baixo Astral.
Transferiu-se para Rede Manchete em 1989 para viver o personagem Vado em Kananga do Japão. No ano seguinte, foi a vez de interpretar Renato em Pantanal e Augusto em A História de Ana Raio e Zé Trovão. Em 1991, deu sua vida a Haroldo em O Fantasma da Ópera, sua primeira minissérie na carreira.
Voltou para a Rede Globo em 1997 como Max na série Caça Talentos. No ano seguinte, foi a vez de retornar no cinema para viver Cláudio em Como Ser Solteiro, personagem que lhe rendeu o troféu de Melhor Ator no Festival de Brasília. Em 2000, participou de um episódio como Bororó em Brava Gente, mesmo período em que participou da sétima temporada de Malhação. Em 2002, participou do curta-metragem Açaí com Jabá como um turista.
Participou da série Carga Pesada em 2003 como Fofão. No ano seguinte, interpretou Angelo/Serginho em A Diarista e, no cinema, foi o Zorza de Benjamim. Seu retorno às telenovelas só ocorreria em 2005, quando deu sua vida ao personagem Eurico de Alma Gêmea; no mesmo ano, integrou o elenco no filme Quase Dois Irmãos como um oficial da marinha. Em 2006, esteve na série Sob Nova Direção e, logo em seguida, nas telonas  de Gatão de Meia Idade. Posteriormente, foi o Haroldão no especial de fim de ano Faça Sua História, em 2007.
Em 2008, esteve nas telenovelas Desejo Proibido e Beleza Pura interpretando, respectivamente, Alcimar e Eugenio; no mesmo período, ainda retornou a série Faça Sua História fazendo uma participação especial no episódio "Um taxista contador de histórias". Na minissérie Cinquentinha, interpretou o diretor da telenovela que a personagem de Lara Romero atuava. Cinco anos mais tarde, foi para a televisão por assinatura Multishow na produção Por Isso Sou Vingativa como Thomas Labouche. Em 2017, atuou pela primeira vez na Rede Record como Uriel na telenovela O Rico e Lázaro.

## Filmografia

### Na televisão
| Ano     | Título                             | Personagem                                  | Nota                                  | Emissora         |
| ------- | ---------------------------------- | ------------------------------------------- | ------------------------------------- | ---------------- |
| 1981    | Jogo da Vida                       | Duda (Eduardo Pires de Camargo)             |                                       | Rede Globo       |
| 1983    | Eu Prometo                         | Serrinha                                    |                                       | Rede Globo       |
| 1985    | Um Sonho a Mais                    | Barrão                                      |                                       | Rede Globo       |
| 1986    | Hipertensão                        | Beto                                        |                                       | Rede Globo       |
| 1989    | Kananga do Japão                   | Vado                                        |                                       | Rede Manchete    |
| 1990    | Pantanal                           | Renato (Reno)                               |                                       | Rede Manchete    |
| 1990    | A História de Ana Raio e Zé Trovão | Augusto                                     |                                       | Rede Manchete    |
| 1991    | O Fantasma da Ópera                | Haroldo                                     |                                       | Rede Manchete    |
| 1996–98 | Caça Talentos                      | Argus Bob / Max Meleca                      |                                       | Rede Globo       |
| 2000    | Malhação                           | Padre Afrânio                               |                                       | Rede Globo       |
| 2000    | Brava Gente                        | Bororó                                      | Episódio: "Um Edifício Chamado 200"   | Rede Globo       |
| 2003    | A Diarista                         | Bruno                                       | Especial de fim de ano                | Rede Globo       |
| 2003    | Carga Pesada                       | Fofão                                       |                                       | Rede Globo       |
| 2004    | A Diarista                         | Ângelo                                      | Episódio: "Sua Excelência, o Ócio"    | Rede Globo       |
| 2004    | Quem Vai Ficar com Mário?          | Caio                                        | Especial de fim de ano                | Rede Globo       |
| 2005    | Alma Gêmea                         | Eurico                                      |                                       | Rede Globo       |
| 2006    | A Diarista                         | Serginho                                    | Episódio: "Luz, Câmera... Inanição"   | Rede Globo       |
| 2006    | Sob Nova Direção                   | Ovídio                                      | Episódio: "Sexo, Mentiras e Internet" | Rede Globo       |
| 2007    | Faça Sua História                  | Haroldão                                    | Especial de fim de ano                | Rede Globo       |
| 2008    | Faça Sua História                  | Passageiro                                  | Episódio: "Oswaldir Superstar"        | Rede Globo       |
| 2008    | Casos e Acasos                     | Milton / Ártur                              | 2 episódios                           | Rede Globo       |
| 2008    | Beleza Pura                        | Eugenio                                     |                                       | Rede Globo       |
| 2008    | Desejo Proibido                    | Alcimar                                     |                                       | Rede Globo       |
| 2009    | Cinquentinha                       | Diretor da novela em que Lara Romero atuava | Episódio: "8 de dezembro"             | Rede Globo       |
| 2014    | Por Isso Eu Sou Vingativa          | Thomas Labouche                             |                                       | Multishow        |
| 2017    | O Rico e Lázaro                    | Uriel                                       |                                       | RecordTV         |
| 2019    | Detetives do Prédio Azul           | Ludovico Ludoversos                         |                                       | Gloob            |
| 2019    | Vítimas Digitais                   | Jorge                                       | Episódio: "Tuca"                      | GNT              |
| 2019    | Ala Leste                          | Zé do Queijo                                |                                       | Prime Box Brazil |
| 2025    | Dona de Mim                        | Ferrarez                                    | Episódio: "12 de maio"                | Rede Globo       |

### No cinema
| Ano  | Filme                          | Personagem         |
| ---- | ------------------------------ | ------------------ |
| 2025 | Ruas da Glória                 | Agnaldo            |
| 2011 | Desenrola                      | Cliente de Bruna   |
| 2006 | Gatão de Meia Idade            | Joca               |
| 2004 | Quase Dois Irmãos              | Oficial da Marinha |
| 2003 | Benjamim                       | Zorza              |
| 2002 | Açaí Com Jabá                  | Turista            |
| 1998 | Como Ser Solteiro              | Cláudio            |
| 1988 | Super Xuxa contra Baixo Astral | Pássaro Toc        |

## Teatro
Ernesto Piccolo já foi ator e diretor de diversas peças de teatro em sua carreira artística desde que iniciou suas atividades no final da década de 1970. Embora ele tenha participado de eventos infantis, a lista abaixo inclui apenas o trabalho de Piccolo em espetáculos para o público adulto, seja como ator ou diretor.

### Como ator
- 1978 – A Visita da Velha Senhora, de F. Dürrenmatt e Maria Clara Machado (texto e direção)
- 1981 – Se a Banana Prender, o Mamão Solta, de Dilma Loes (direção)
- 1982 – Tiro Ao Alvo, de Flavio Marcio e Pedro Camargo (texto e direção)
- 1983 – Zartan, de Ilclemar Nunes e Mario Marcio Bandarra (texto e direção)
- 1984 – Lorenzzaccio, de Alfred de Musset e Paulo Reis (texto e direção)
- 1985 – O Que o Mordomo Viu, de Joe Orthon e Flavio Rangel (texto e direção)
- 1987 – O Piano à Luz da Lua, de Paulo Cesar Coutinho e Cecil Thire (texto e direção)
- 1988 – Galileu, de Dulce Bressane e Ancelmo Vasconcellos (texto e direção)
- 1992 – A Maconha da Mamãe é a mais Gostosa, de Dario Fó e Ricardo Petraglia (texto e direção)
- 1994 – Enfim Sós, de Lawrence Roman e José Renato (texto e direção)
- 1997 – O Futuro do Pretérito, de Regiana Antonini e Marcelo Saback (texto e direção)
- 1999 – A.M.I.G.A.S. (Associação das Mulheres Interessadas em Gargalhadas, Amor e Sexo), de Duda Ribeiro e  Cristina Pereira (texto e direção)
- 1999 – Galileu, Dulce Bressane (texto), Anselmo Vasconcelos e Marcos Paulo (direção)
- 2002 – Desejos, Bazófias e Quedas, de Hamilton Vaz Pereira (texto e direção)
- 2004 – A Leve, O Próximo Nome da Terra, de Hamilton Vaz Pereira (texto e direção)

### Como diretor
- 2003 – Mais uma vez o Amor
- 2005 – Divã, de Martha Medeiros
- 2006 – Salada, de Luís Salém
- 2007 – Mais uma vez Amor, de Rosane Svartam
- 2009 – Os Difamantes, de Matha Mendonça e Nelito Fernandes
- 2009 – A História de Nós 2, de Lícia Manzo
- 2010 – Na casa dos 40, de Suzana Abranches
- 2010- Doidas e Santas, de Regiana Antonini
- 2010 – Igual a Você, de Adriana Falcão, Lícia Manzo, Theréze Bellido, Fernando Duarte, Regiana Antonini e Cristina Fagundes
- 2012 – Se Você Me Der a Mão, de Regiana Antonini
- 2011 – Seis Aulas de Dança em Seis Semanas, de Richard Alfieri
- 2011 – O Pacto das Três Menina, de Rosane Svartman e Lulu Telles da Silva
- 2011 – Pamonha e Panaca, de Rogério Blat
- 2012 – Na Sobremesa da Vida, de Maria Leticia
- 2013- Sonhos de um Sedutor, de Woody Allen
- 2015 – A Antessala, de Ana Bez
- 2015 – Andança - de Beth Carvalho, o musical, de Rômulo Rodrigues